# Wreckless Eric

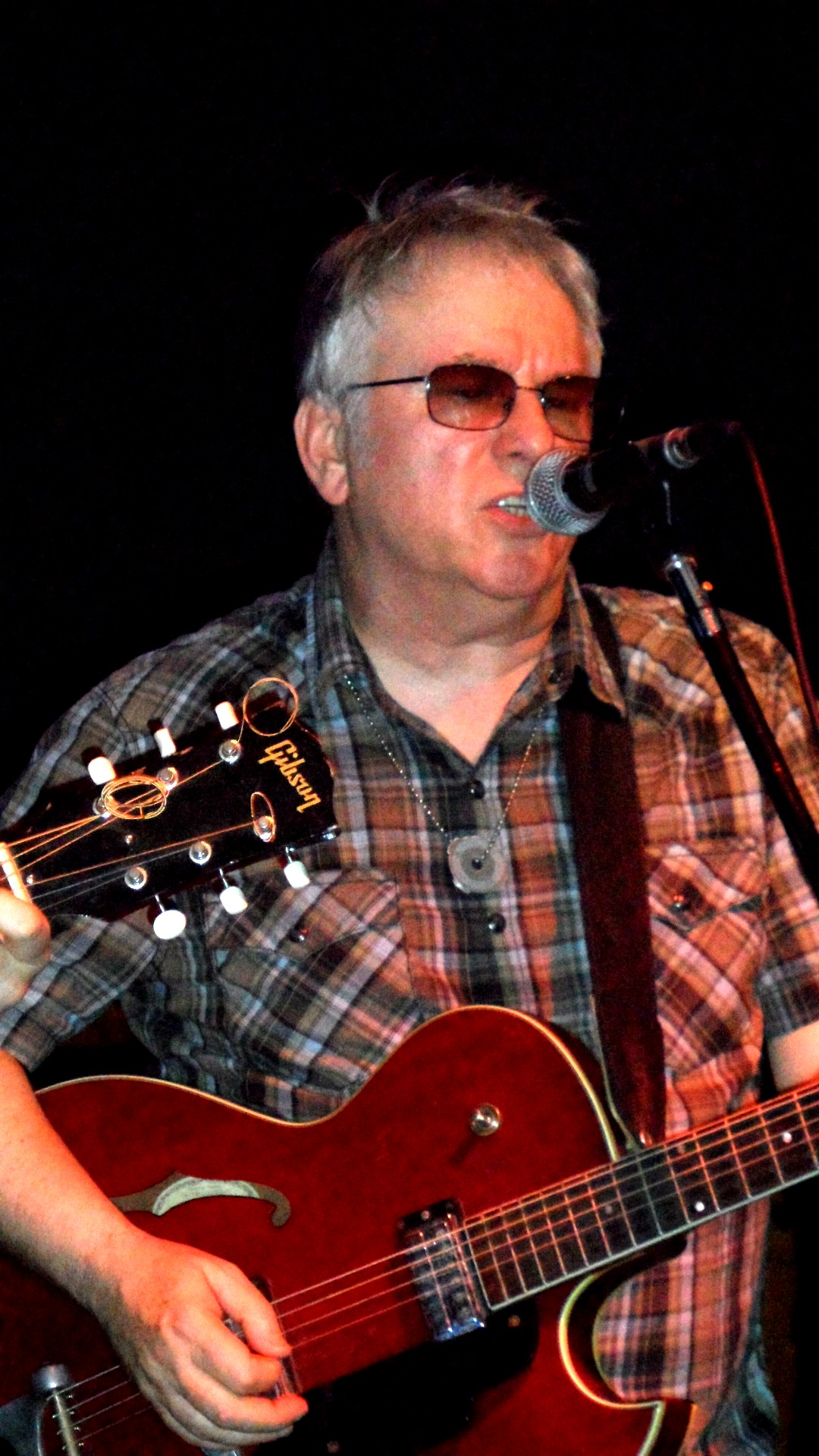
Wreckless Eric

Wreckless Eric, Eric Goulden de son vrai nom, né le 18 mai 1954 à Newhaven (Sussex de l'Est), est un artiste britannique de la scène punk underground de la fin des années 1970.

## Biographie
Wreckless Eric a fait partie du légendaire label Stiff Records (Ian Dury, Elvis Costello, The Damned, Motörhead, Devo, Nick Lowe, Dr. Feelgood, Madness...).
Après une période de latence, il fit un retour remarqué sur la scène Pop Rock avec des membres des Milkshakes tels que Billy Childish et Bruce Brand. Il fut leader du groupe The Len Bright Combo.
Au début des années 1990, il enregistra plusieurs albums en France chez New Rose, At The Shop et The Donovan of Trash sur Sympathy  for the Record Industry, label des White Stripes et de Alan Vega, en compagnie de musiciens français : Fabrice Bertran, Eduardo Leal de la Gala (Gala and the Muzer) et Denis Baudrillard.
En 2007, un de ses titres servit de sound track au film L'Incroyable Destin de Harold Crick (Stranger Than Fiction) avec Will Ferrell.
Les titres de ce songwriter ont été repris par The Monkees, Cliff Richard, The Dogs, Marianne Faithfull, Amy Rigby et plus récemment The Proclaimers.

## Discographie

### Wreckless Eric
- Wreckless Eric (1978)
- The Wonderful World of Wreckless Eric (1978)
- The Whole Wide World (1979)
- Big Smash (1980)
- Almost a Jubilee: 25 Years at the BBC (with Gaps) (2003)
- Bungalow Hi (2004)

### Avec les Captains of Industry
- Roomful of Monkeys (1984)

### Avec The Len Bright Combo
- The Len Bright Combo Presents... (1985)
- Combo Time (1986)

### Avec Le Beat Group Electrique
- The Beat Group electrique  (1989)

### Avec Fabrice Bertran/ Eduardo Leal de la Gala
- At the Shop!  (1990)
- The Donovan of Trash (1991)

### Avec Hitsville House Band
- 12 o'Clock Stereo  (1996)

### Eric Goulden
- Karaoke (1997)

## Autobiographie
En 2003, Wreckless Eric a publié une autobiographie intitulée « A Dysfonctional Success ».